# Alp Tigin
Alp Tegin, (persiska: الپتگین Alptegīn eller Alptigīn eller Alptekin), var en turkisk slavkommandör i Samanidriket, som senare skulle bli den halvautonoma guvernören av Ghazna från 962 tills sin död 963.

## Biografi
Alp Tegin, vars födelsedatum inte är känt, var en turkisk slav som såldes till Samanid Emir Ahmed b. Ismail och blev en av Samanidernas gardesoldater, precis som många andra specialtrupper i sin tid. Alp Tegin, som gradvis visade sin talang, befriades av Samanid Emir Nasr b. Ahmed och befordrades efter en tid till hans hovmästare (befälhavaren för specialtrupperna).  Efter Samanid Emir Nuh ibn Nasr's död fick hans unge son Abdulmelik ibn Nuh en betydande inflytande och spelade en aktiv roll i Samanidernas politik och ledning. Han var inblandad i mordet på Khorasans slavkommandör Abu Said Bekir b. Malik, som behandlade sina anhängare illa. Han hade också inflytande över Amir Abdulmalik när han avskedade sin minister Abu Mansur Yusuf och fick Abu Ali Muhammed b. Muhammed al-Bel'ami tillsatt som Samanidernas nya minister.  Därför kunde Bel'ami inte vidta några åtgärder utan Alp Tegins godkännande. Amir Abdulmalik förutsåg farorna som kunde uppstå från Alp Tegin och ändrade sin attityd gentemot honom. Han utnämnde honom till guvernör i Khorasan, den högsta militära och administrativa posten i staten, för att avlägsna honom från huvudstaden.
Alp Tegin började sitt nya uppdrag i Neyshabur 961. Amir Abdulmeliks död samma år ledde till nya händelser i Samanidriket. Även om Vizir Bel'ami på Alp Tegins rekommendation lät Nasr, son till Abdulmelik, ta över tronen, tog Samanid-dynastins medlemmar och armén under befäl av kommendanter som Faik Hassa kontrollen och utropade Mansur ibn Nuh till kung.  Efter händelsen avsatt Amir Mansur honom från hans befattning eftersom han motsatte sig hans trontillträde. Alp Tegin ville först marschera till Samanidernas huvudstad Buhara, men på grund av en möjlig rörelse mot honom inom armén drog han sig tillbaka till Belh. Under tiden besegrade han en armé som Samaniderna hade skickat mot honom april 962.  Alp Tegin, precis som Emir Karategin Isficabi, tog ett smart beslut och drog sig tillbaka till Samanidernas yttersta gränser och marscherade sedan till Ghazni samma år, med sina gulams och en liten styrka. Han besegrade de lokala härskarna i Bamyan och Kabul på vägen och erövrade Ghazni. Där besegrade han också Abu Ali (eller Abu Bakr) från Levik-dynastin som styrde staden och tog kontrollen över den. Även om han besegrade en Samanid-armé på 20 000 man, levde Alp Tegin inte länge efter det och dog i månaden september 963. Hans son, Abu Ishaq Ibrahim, efterträdde honom.
Sabuktigin, en slav som köptes av Alp-Tegin och hade följt med honom till Ghazna, utsågs till härskare över Ghazna av turkarna i staden 977, vilket markerade starten på Ghaznaviddynastin, som skulle fortsätta att erövra hela staden. Transoxiana och Khorasan.